# 岡田ひとみ (タレント)
岡田 ひとみ（おかだ ひとみ、1981年9月8日 - ）は、山口県下関市出身の女優。血液型はA型。
趣味はブラックバス釣り、特技はピアノ、サックス、フルートなどの楽器演奏とヘアメイク。
2007年の『DyDo MiU Racing Team MiUガール』に石原朋香とともに選ばれる。

## 主な出演作品

### テレビ番組
- SDM発i（フジテレビ、2004年）
- ミュージック・アイドル・バトル（269ch、2005年）

### テレビドラマ
- ブラックジャックによろしく（TBS、2003年）
- ミステリー民俗学者 八雲樹（テレビ朝日、2004年）
- タイガー＆ドラゴン 第6話（TBS、2005年5月20日） - アサミ 役[1]
- 恋のから騒ぎ ドラマスペシャル（日本テレビ、2005年）
- 花より男子（TBS、2005年）

### CM
- 日清食品 日清焼そば「UFO」（2003年）
- コムロ美容外科 （2004年）メインキャラクター
- アース製薬 バスロマン（2005年）

### 映画
- 想色〜オモイ・ノ・イロ〜（2004年）
- 呪戒 JUKAI（ミライ、2005年）

### 舞台
- 闇の門（2006年2月、Air studio）

### ラジオ番組
- 岡田ひとみの映画大好き（FM MOOV、2004年8月 - 9月）
- 岡田ひとみのLife is studying（FM MOOV、2004年10月 - 11月）

### ゲーム
- おとなのギャル雀〜きみにハネ満!〜《PS2》（Jaleco、2003年）
- おとなのギャル雀2〜恋して倍満!〜《PS2》（Jaleco、2005年11月）

### DVD
- あいどるたまご#5（2004年3月）
- プチ美人の悲劇（2004年8月）
- eyes（2005年2月）
- oriental dance（2005年5月）
- QUTE（2005年9月）

## その他
- お台場冒険王2004女子フットサル公式戦お台場カップにammaliatore（アンマリアトーレ）の選手として出場。